# Пимен (архиепископ Новгородский)
Архиепископ Пи́мен (Пимен Чёрный, ? — 25 сентября 1571 года) — архиепископ Новгородский, сторонник Ивана Грозного.
Канонизирован Русской православной церковью в лике святителя, память совершается в Соборе святителей Новгородских и Соборе тульских святых.

## Биография
Состоял в числе братии Кирилло-Белозерского монастыря и 20 ноября 1552 года был избран архиепископом Новогородским. В 1558 году совершил открытие мощей Никиты Новгородского. В 1560 году он по указанию Ивана IV Грозного основал Тихвинский Богородичный Успенский мужской монастырь. Пимен основал много новых храмов и провёл реконструкции существовавших. Сохранились два его сочинения:
- Окружное послание о выборе поповских старост (сохранилось в единственном списке XVI века, где оно завершает текст Стоглава);
- Послание царю Ивану IV от 24 января 1563 года по случаю одной из его побед — «еже побарати храбре противу безбожныя Литвы и прескверных лютор».

В начале 1565 года вместе с архимандритом Чудова монастыря Левкием возглавил делегацию в Александровскую слободу упросить Ивана IV вернуться к власти. Участник Земского собора 1566 года в чине архиепископа Великого Новгорода и Пскова.
В годы опричнины оказал много важных услуг царю. В частности, он был одним из обвинителей митрополита Филиппа на Соборе 1568 года и вместе с епископом Суздальским Пафнутием помог царю инсценировать судебное разбирательство о недостойных поступках митрополита в бытность его соловецким игуменом.
При разорении Иваном IV Новгорода Пимен был заподозрен в числе прочих новгородцев в заговоре с целью «Новгород и Псков отдати литовскому королю». При въезде в 1570 году в Новгород царь отказался принять благословение архиепископа и публично обвинил его в измене. Расправа царя с опальным архиереем произвела большое впечатление на современников и иностранцев.
Альберт Шлихтинг в «Сказании» писал, что царь надругался над саном Пимена и сказал, что ему не пристало быть архиепископом, но следует стать скоморохом и жениться. Царь воплотил в жизнь свою шутку: с Пимена были торжественно сняты принадлежности его сана, после чего в нищенском одеянии он был посажен на белую кобылу, объявленную его женою, к которой его привязали ногами, вручили ему бубны и волынку и в этом виде его водили по городу. Лишённый сана Пимен был сослан в Никольский Веневский монастырь под Тулой. Заточённый в «каменном мешке» под Никольским храмом монастыря Пимен через год скончался, в сентябре 1571 года был погребён в Никольском храме. Его келья-камера сохранилась при перестройке храма в 1696—1701 годах. В 1986 году частицы мощей святителя Пимена из-под пола Никольского храма были изъяты и положены в особый ковчежец в особой каменной нише, над мощами находится икона с изображением святителя.
Князь Андрей Курбский в «Истории о великом князе Московском» писал, что Пимен был казнён царём:

Этот Пимен был человеком чистой и строгой жизни, но говорят, что он вместе с клеветниками был гонителем митрополита Филиппа, а немногим позже и сам смертную чашу испил от того мучителя, который, приехав в Новгород Великий, велел его в реке утопить

Место Пимена на новгородской кафедре занял Леонид, позже пострадавший от Ивана IV.

## Образ Пимена в искусстве
- Фильм Сергея Эйзенштейна «Иван Грозный» (1944 год), роль архиепископа Пимена сыграл Александр Мгебров.
- Фильм Павла Лунгина «Царь» (2009 год), роль архиепископа Пимена сыграл известный православный деятель Александр Дворкин.